# 食料品関連の業界団体の一覧
食料品関連の業界団体の一覧（しょくりょうひんかんれんのぎょうかいだんたいのいちらん）を示す。
食料品製造業者の親睦などを目的とする団体、技術向上などを行う団体など、多岐にわたる。

## 業界団体一覧

### 健康食品・自然食品
- 日本植物蛋白食品協会
- 全日本健康自然食品協会
- 日本健康・栄養食品協会
- 全国ローヤルゼリー公正取引協議会
- 全日本はちみつ協同組合
- 日本プロポリス協議会
- 日本ベビーフード協議会
- 日本オーガニック&ナチュラルフーズ協会
- 正食協会
- 日本園芸農業協同組合連合会
- 全国農業協同組合中央会
- 日本マタニティフード協会

### 乳業・食肉
- 日本乳業協会
- 日本酪農乳業協会
- 全国乳業協同組合連合会
- 全国農協乳業協会
- 全国牛乳普及協会
- 日本アイスクリーム協会
- 日本ソフトクリーム協議会
- 日本ジェラート協会
- チーズ普及協議会
- 日本輸入チーズ普及協会
- 日本はっ酵乳乳酸菌飲料協会
- はっ酵乳、乳酸菌飲料公正取引協議会
- 日本チーズコーディネーター協会
- 日本ハム・ソーセージ工業協同組合
- 日本食肉加工協会
- 日本食鳥協会
- 日本卵業協会
- 全国地鶏卵協会
- 日本畜産副産物協会
- 日本養鶏農業協同組合連合会
- 全国酪農業協同組合連合会
- 全国肉牛事業協同組合
- 日本養豚事業協同組合
- 全国開拓農業協同組合連合会

### 米・穀物
- 全国穀類工業協同組合
- 全国餅工業協同組合
- 日本炊飯協会
- 全国包装米飯協会
- 全国無洗米協会
- 日本精米工業会
- 日本鏡餅組合
- 全国精麦工業協同組合連合会
- 全国澱粉協同組合連合会
- 全国化工澱粉工業協同組合
- 日本イースト工業会
- 全国パン粉工業協同組合連合会
- 製粉協会
- 製粉振興会
- 全国製粉協議会
- 日本フラワーペースト工業会
- 日本プレミックス協会
- 全国蕎麦製粉協同組合
- 全国小麦粉分離加工協会
- 全国小麦粉卸商組合連合会
- 全国専増産ふすま協議会
- 日本コーングリッツ協会
- 日本スターチ・糖化工業会
- 全国製麩工業会
- 日本飼料工業会
- 日本科学飼料協会

### パン
- 日本パン工業会
- 全日本パン協同組合連合会
- 日本パン技術研究所
- 日本フラワーペースト工業会
- ピザ協議会

### 酒
- 日本名門酒会
- ビール酒造組合
- 全国地ビール醸造者協議会
- 日本醸造協会
- 日本吟醸酒協会
- 全国味醂協会
- 全国旧式みりん協議会
- 全国みりん風味調味料協議会
- 日本蒸留酒酒造組合
- 日本酒造組合中央会
- 日本洋酒酒造組合
- 日本ワイナリー協会
- 日本地ビール協会
- 日本酒サービス研究会・酒匠研究会連合会
- BCP推進協議会
- リーファーワイン協会
- ビア&スピリッツアドバイザー協会

### 缶詰
- 日本缶詰協会
- 日本パインアップル缶詰協会
- 日本水産缶詰工業協同組合
- 日本水産缶詰輸出水産組合
- 日本鮪缶詰輸出水産業組合

### 加工食品
- 全国調理食品工業協同組合
- 日本寒天工業協同組合
- 日本即席食品工業協会
- 日本凍結乾燥食品工業会
- 日本冷凍食品協会
- 日本惣菜協会
- 全国総菜宅配事業協同組合連合会
- 全国総菜宅配協会
- 全国餃子焼売工業協会
- 日本ハンバーグ・ハンバーガー協会
- 日本べんとう工業協会

### 油脂・調味料
- 風味調味料協議会
- 日本油化学会
- 日本植物油協会
- 全国油脂販売業者連合会
- 日本油料検定協会
- 日本こめ油工業協同組合
- 日本水産油脂協会
- 日本植物蛋白食品協会
- 日本ごま油工業会
- 日本綿実工業会
- 日本醤油協会
- 全国醤油工業協同組合連合会
- 全国醤油醸造協議会
- 日本ソース工業会
- 日本アミノ酸液工業会
- 全国マヨネーズ・ドレッシング類協会
- 日本加工わさび協会
- 日本エキス調味料協会
- 全国マーガリン製造協同組合
- 日本マーガリン工業会
- 全日本マーガリン協会
- 日本ジャム工業組合
- 日本うまみ調味料協会
- 日本からし協同組合
- 全国食酢協会中央会
- 全日本スパイス協会
- 全日本カレー工業協同組合
- 全国味噌工業協同組合連合会
- 日本塩工業会
- 全国ふりかけ協会
- パナフーズ
- 全日本糖化工業会
- 糖業協会
- 精糖工業会
- 日本ビート糖業協会
- 日本製糖協会
- 日本甘蔗糖工業会
- 日本分蜜糖工業会

### 果実・漬物・野菜
- 全国落花生協会
- いも類振興会
- もやし生産者協会
- 全国胡麻加工組合連合会
- 全国りんご協議会
- 日本カシス協会
- 全国トマト工業会
- 刀豆ナタマメ協会
- オーストラリア・マカダミア協会
- 日本ブルーベリー協会
- 全日本漬物協同組合連合会
- 日本漬物輸入事業協同組合

### 大豆加工品・こんにゃく
- 日本豆腐協会
- 全国凍豆腐工業協同組合連合会
- 全国豆腐油揚協同組合連合会
- 全国豆腐油揚商工組合連合会
- 全国納豆協同組合連合会
- 日本こんにゃく協会
- 全国蒟蒻原料協同組合
- 全国こんにゃく協同組合連合会

### 麺類
- 全国製麺協同組合連合会
- 全国乾麺協同組合連合会
- 日本麺類業団体連合会
- 日本麺類環境衛生同業組合連合会
- 日本パスタ協会
- 日本冷凍めん協会
- 全国はるさめ工業協同組合

### 清涼飲料水
- 全日本コーヒー商工組合連合会
- 全日本コーヒー協会
- 日本グリーンコーヒー協会
- 日本家庭用レギュラーコーヒー工業会
- 日本インスタントコーヒー協会
- 日本スペシャルティコーヒー協会
- 日本茶業中央会
- 日本紅茶協会
- 全国麦茶工業協同組合
- 日本ミネラルウォーター協会
- 全国シャンメリー協同組合
- 全国清涼飲料工業会
- 全国清涼飲料協同組合連合会
- 全国清涼飲料工業組合連合会
- 日本コカ・コーラボトラーズ協会
- 全国ラムネ協会
- 日本果汁協会
- 日本スープ協会
- 日本即席スープ協会
- 全国氷研会

### 水産物
- 全国漁業協同組合連合会
- のり協会
- 海苔で健康推進委員会
- 全国海苔貝類漁業協同組合連合会
- 全国調理食品工業協同組合
- 全国珍味商工業協同組合連合会
- 日本フィッシュ・ミール協会
- 日本昆布協会
- 日本鰹節協会
- いわし食用化協会
- 日本わかめ協会
- 全国辛子めんたいこ食品公正取引協議会
- 全国いか加工業協同組合
- 全国すり身協会
- 全国削節工業協会
- 全国水産煉製品協会
- 全国水産加工業協同組合連合会
- 全国蒲鉾水産加工業協同組合連合会

### 菓子類
- 全日本菓子協会
- 日本製餡協同組合連合会
- 日本菓子BB協会
- 全国油菓工業協同組合
- 全日本菓子工業協同組合連合会（全日菓連）
- 全国菓子工業組合連合会
- 全国和菓子協会
- 日本洋菓子協会連合会
- 全日本洋菓子工業会
- 全国半生菓子協会
- 全国せんべい協会
- 全国銘産菓子工業協同組合
- 全日本菓子輸出工業協同組合連合会
- 日本チューインガム協会
- 全国飴菓子工業協同組合
- 日本豆乳協会
- 全国甘納豆組合連合会
- 全国きな粉工業会
- 全国ビスケット協会
- 日本スナック・シリアルフーズ協会
- 日本チョコレート・ココア協会
- 日本チョコレート工業協同組合
- 菓子総合技術センター
- 日本カラメル工業会
- お菓子総研

### 添加物
- 日本食品添加物協会

### 日本国外
- 米国製パン協会

### たばこ
- 日本たばこ協会
- シガーアドバイザー協会

### 衛生検査
- 日本食品衛生協会
- 食品環境検査協会
- 日本冷凍食品検査協会
- 全国漬物検査協会
- 日本醤油検査協会
- 全国調味料・野菜飲料検査協会
- 食品衛生登録検査機関協会

### その他
- 日本給食品連合会
- 日本介護食品協議会
- 食品新素材協議会
- 全国病院用食材卸売業協同組合
- 食品需給研究センター
- 食品産業センター
- 料飲専門家団体連合会
- フードオーガナイザー協会
- 日本オーガニック推進協議会
- 日本輸入食品安全推進協会
- 食品容器環境美化協会
- 食品リサイクル機器連絡協議会